# Derailed (singel No Angels)
Derailed to piosenka pop nagrana przez niemiecki zespół No Angels na ich piąty studyjny album Welcome to the Dance. Utwór wyprodukowany przez Aarona Pearce’a został potwierdzony 29 września jako drugi singel z albumu przez jednego z autorów piosenki Nicholasa „RAS” Furlonga. Trzy tygodnie później informację tę potwierdził oficjalny fan club zespołu
20 września fani zespołu uznali piosenkę, za najlepszy utwór z albumu Welcome to the Dance. Utwór wyprzedził jednym punktem piosenkę „Down Boy”. W dalszej kolejności znalazły się utwory „Dance-Aholic” i „One Life”
23 listopada wydanie singla zostało wstrzymane z nieznanych powodów.

## Produkcja[5]
- Autorzy: Nasri Atweh, Aaron Pearce, Nicholas „RAS” Furlong
- Wokal: S. Mölling, N. Benaissa, J. Wahls, L. Diakovska
- Producent: Aaron Pearce
- Nagrane w: The AMP room (Nashville, Stany Zjednoczone); Bekegg Studios (Rastede, Niemcy)
- Mix: Phil Tan at Soapbox Studios (Atlanta, Stany Zjednoczone)

## Premiera
| Format | Data                 |
| ------ | -------------------- |
| Radio  | 28 października 2009 |